# (38141) 1999 JN59
1999 JN59 (asteroide 38141) é um asteroide da cintura principal. Possui uma excentricidade de 0.14068720 e uma inclinação de 5.05985º.
Este asteroide foi descoberto no dia 10 de maio de 1999 por LINEAR em Socorro.